# Andries van Dam
Andries "Andy" van Dam (født 8. december 1938) er professor i datalogi ved Brown University i Providence, RI. Han var som professor i anvendt matematik en af grundlæggerne af universitetets Computer Science Department. Van Damm var blot den anden person der modtog en Ph.D. i Computer Science (1966).
Van Dam er nok mest kendt for at have skabt det første hypertekstsystem, HES, men selve begrebet hypertext, blev skabt af Ted Nelson, der arbejdede sammen med van Dam på det tidspunkt hvor HES blev udviklet. 
Han er også kendt som medforfatter til Computer Graphics: Principles and Practice sammen med J.D. Foley, S.K. Feiner, og J.F. Hughes. Bogen betragtes som en af de vigtigste om computergrafik.
I 1967 va professor van Dam med til at grundlægge ACM SIGGRAPH. 
Professor van Dam underviser nu i computer grafik ved Brown University. Desuden har han oftest hvert semester et introduktionskurus til computer science.
Figuren Andy i filmen "Toy Story" er anses af nogen for opkaldt efter Andy Van Dam. Det siges at folkene bag filmen, der for manges vedkommende havde haft Andy som professor, ønskede at hylde hans pionerarbejde indenfor computergrafik. Historien fortælles på Brown University og ses også på siden IMDB trivia for Toy Story. Andy benægter rygtet og der er da også tvivlsomt om at det er sandt, idet de der arbejdede hos Pixar og som havde haft Andy som professor, formentlig ikke havde indflydelse på historiens opbygning, idet de for det meste arbejdede med tekniske opgaver. Rygtet kan være opstået fordi bogen Computer Graphics: Principles and Practice ses i Andy's reol i filmen "Toy Story". 

## Links
- Andries van Dam's Homepage
- Critical Review evaluations Arkiveret 14. juli 2006 hos  Wayback Machine of Professor van Dam
- Brown University